# Estación de Murg
La estación de Murg es la principal estación ferroviaria de la localidad suiza de Murg, perteneciente a la comuna suiza de Quarten, en el Cantón de San Galo.

## Historia y ubicación
La estación de Murg fue inaugurada en 1859 con la apertura del tramo Ziegelbrücke - Sargans de la línea férrea Ziegelbrücke - Chur por parte del Vereinigte Schweizerbahnen (VSB). 
La estación se encuentra ubicada en el centro del núcleo urbano de Murg. Cuenta con un único andén central, al que acceden dos vías pasantes.
En términos ferroviarios, la estación se sitúa en la línea Ziegelbrücke - Chur. Sus dependencias ferroviarias colaterales son la estación de Mühlehorn hacia Ziegelbrücke y la estación de Unterterzen hacia Chur.

## Servicios ferroviarios
Los servicios ferroviarios de esta estación están prestados por SBB-CFF-FFS:

### Regionales
A la estación llegan trenes Regio con una frecuencia cadenciada de un tren cada hora por sentido:
- R Ziegelbrücke - Sargans - Landquart - Chur.